# 第2次池田内閣 (第3次改造)
第2次池田第3次改造内閣（だいにじいけだだいさんじかいぞうないかく）は、池田勇人が第59代内閣総理大臣に任命され、1963年(昭和38年)7月18日から同年12月9日まで続いた日本の内閣。
前の第2次池田第2次改造内閣の改造内閣である。衆院選を挟まずに3回内閣改造を行った例は、この内閣と第3次吉田第3次改造内閣、第1次佐藤第3次改造内閣、野田第3次改造内閣、第3次安倍第3次改造内閣の5つのみであり、回数としては最多である。

## 概要
この内閣の下で、1963年（昭和38年）10月23日に衆議院解散が執行され、それによる第30回衆議院議員総選挙が11月21日に施行された。
また、この解散総選挙期間中の11月9日に国鉄横須賀線鶴見事故と三井三池三川炭鉱炭塵爆発事故の二大事故が発生し、“血塗られた土曜日”と後に言われる出来事となった。
総選挙投票日直後の11月23日(米時間22日)にはアメリカ合衆国大統領のジョン・F・ケネディが暗殺される事件が発生し、内閣総理大臣池田勇人がジョン・F・ケネディの国葬参列のために訪米している。

## 閣僚
- 内閣総理大臣 - 池田勇人（池田派）
- 法務大臣 - 賀屋興宣（旧岸派）
- 外務大臣 - 大平正芳（池田派）
- 大蔵大臣 - 田中角栄（佐藤派）
- 文部大臣 - 灘尾弘吉（石井派）
- 厚生大臣 - 小林武治（参議院議員）
- 農林大臣 - 赤城宗徳（川島派）
- 通商産業大臣 - 福田一（大野派）
- 運輸大臣 - 綾部健太郎（藤山派）
- 郵政大臣 - 古池信三（参議院議員）
- 労働大臣 - 大橋武夫（池田派）
- 建設大臣、近畿圏整備長官、首都圏整備委員会委員長 - 河野一郎（河野派）
- 自治大臣、国家公安委員会委員長 - 早川崇（三木派）
- 行政管理庁長官 -  山村新治郎（河野派）
- 北海道開発庁長官、科学技術庁長官 -  佐藤栄作（佐藤派）
- 防衛庁長官 - 福田篤泰（大野派）
- 経済企画庁長官 - 宮澤喜一（参議院議員、池田派）
- 内閣官房長官 - 黒金泰美（池田派）
- 総理府総務長官 - 野田武夫（河野派）
  - 内閣法制局長官 - 林修三
  - 内閣官房副長官（政務）- 草野一郎平：1963年（昭和38年）7月30日－
  - 内閣官房副長官（事務）- 細谷喜一
  - 総理府総務副長官 - 古屋亨

## 政務次官
第2次池田内閣第2次改造内閣の政務次官が1963年（昭和38年）7月30日に退任し、同日付で新たな政務次官を任命した。
- 法務政務次官 - 天埜良吉（参）
- 外務政務次官 - 伊藤五郎
- 大蔵政務次官 - 纐纈弥三・斎藤邦吉
- 文部政務次官 - 八木徹雄
- 厚生政務次官 - 砂原格
- 農林政務次官 - 松野孝一（参）・丹羽兵助
- 通商産業政務次官 - 田中栄一・林博
- 運輸政務次官 - 田辺国男
- 郵政政務次官 - 金丸信
- 労働政務次官 - 藏内修治
- 建設政務次官 - 鴨田宗一
- 自治政務次官 - 金子岩三
- 行政管理政務次官 - 川上為治（参）
- 北海道開発政務次官 - 井川伊平（参）
- 防衛政務次官 - 井原岸高
- 経済企画政務次官 - 倉成正
- 科学技術政務次官 - 鹿島俊雄

## 自由民主党三役
なお、内閣改造に伴い、自民党役員改選が行われた。
- 副総裁 - 大野伴睦（大野派）
- 幹事長 - 前尾繁三郎（池田派）
- 総務会長 - 藤山愛一郎（藤山派）
- 政務調査会長 - 三木武夫（三木派）